# Copa de Mauritania
La Copa mauritana de fútbol, conocida como Copa Presidente de la República, es el segundo torneo de fútbol más importante de Mauritania, se disputa desde 1976 y es organizada por la Federación de Fútbol de Mauritania.

## Formato
Es un torneo que se juega con un sistema de eliminación directa y pueden participar todos los equipos del país.
El equipo campeón clasifica a la Copa Confederación de la CAF.

## Palmarés
| Temporada | Campeón             | Resultado          | Finalista           | Sede de la final                       |
| --------- | ------------------- | ------------------ | ------------------- | -------------------------------------- |
| 1976      | Espoirs Nouakchott  | -                  |                     |                                        |
| 1977      | Espoirs Nouakchott  | -                  |                     |                                        |
| 1978      | Espoirs Nouakchott  | -                  |                     |                                        |
| 1979      | ACS Ksar            | -                  |                     |                                        |
| 1980      | No se disputó       | No se disputó      | No se disputó       |                                        |
| 1981      | ASC Garde Nationale | -                  |                     |                                        |
| 1982      | ASC Trarza          | -                  |                     |                                        |
| 1983      | Espoirs Nouakchott  | -                  |                     |                                        |
| 1984      | ASC Trarza          | -                  |                     |                                        |
| 1985      | ASC Police          | -                  |                     |                                        |
| 1986      | ASC Garde Nationale | -                  |                     |                                        |
| 1987      | AS Amical Douane    | -                  |                     |                                        |
| 1988      | ASC Air Mauritanie  | -                  |                     |                                        |
| 1989      | ASC Garde Nationale | -                  |                     |                                        |
| 1990      | ASC Air Mauritanie  | -                  |                     |                                        |
| 1991      | AS Amical Douane    | -                  |                     |                                        |
| 1992      | ASC Snim            | 2 - 1              | ASC PTT             |                                        |
| 1993      | ASC Sonader Ksar    | -                  |                     |                                        |
| 1994      | ASC Sonader Ksar    | -                  |                     |                                        |
| 1995      | ASC Air Mauritanie  | -                  |                     |                                        |
| 1996      | ASC Imraguens       | -                  |                     |                                        |
| 1997      | ASC Sonelec         | 2 - 0              | ASC Garde Nationale |                                        |
| 1998      | ASC Sonelec         | 3 - 2              | SDPA Trarza         |                                        |
| 1999      | ASC Police          | 2 - 1              | ASC Garde Nationale | Stade Olympique, Nouakchott            |
| 2000      | ASC Air Mauritanie  | 4 - 0              | ASC Gendrim         | Stade Olympique, Nouakchott            |
| 2001      | ASC Garde Nationale | -                  |                     |                                        |
| 2002      | No se disputó       | No se disputó      | No se disputó       |                                        |
| 2003      | ASC Entente         | 1 - 0              | ACS Ksar            | Stade Olympique, Nouakchott            |
| 2004      | FC Nouadhibou       | 1 - 0              | ASC Ksar            | Stade Olympique, Nouakchott            |
| 2005      | ASC Entente         | 2 - 1              | JA ASC SOCOGIM      | Stade Olympique, Nouakchott            |
| 2006      | ASC Nasr            | 1 - 0              | FC Trarza           | Stade Olympique, Nouakchott            |
| 2007      | ASC Mauritel        | 0 - 0 (4–2 pen.)   | ASC Garde Nationale | Stade Olympique, Nouakchott            |
| 2008      | FC Nouadhibou       | 1 - 0              | ASC Nasr            | Stade Olympique, Nouakchott            |
| 2009      | ASAC Concorde       | 0 - 0 (5–4 pen.)   | ASC Tevragh-Zeïna   | Stade Olympique, Nouakchott            |
| 2009-10   | ASC Tevragh Zeïna   | 3 - 0              | FC Feu Mini         | Stade Olympique, Nouakchott            |
| 2010-11   | ASC Tevragh Zeïna   | 2 - 0              | ASC Ksar            | Stade Olympique, Nouakchott            |
| 2011-12   | ASC Tevragh Zeïna   | 1 - 0              | ASAC Concorde       | Stade Olympique, Nouakchott            |
| 2012-13   | ASC Nasr Zem Zem    | 1 - 0              | ASC Kédia           | Stade Olympique, Nouakchott            |
| 2013-14   | ACS Ksar            | 1 - 0              | ASAC Concorde       | Stade Olympique, Nouakchott            |
| 2014-15   | ACS Ksar            | 3 - 1              | ASC Tidjikja        | Stade Olympique, Nouakchott            |
| 2015-16   | ASC Tevragh Zeïna   | 2 - 1              | ASAC Concorde       | Stade Olympique, Nouakchott            |
| 2016-17   | FC Nouadhibou       | 3 - 0 (Adjudicado) | ASC Tevragh Zeïna   | Stade Cheikha Ould Boïdiya, Nouakchott |
| 2017-18   | FC Nouadhibou       | 1 - 1 (6–5 pen.)   | Nouakchott King's   | Stade Cheikha Ould Boïdiya, Nouakchott |
| 2018-19   | ASC Snim            | 1 - 0              | ASC Kédia           | Stade Cheikha Ould Boïdiya, Nouakchott |
| 2020      | ASC Tevragh-Zeïna   | 2 - 0              | ASC Snim            | Stade Cheikha Ould Boïdiya, Nouakchott |
| 2021      | ASAC Concorde       | 0 - 0 (6–5 pen.)   | ASC Tevragh-Zeïna   | Stade Olympique, Nouakchott            |
| 2022      | Nouakchott King's   | 2 - 2 (4–2 pen.)   | FC Nouadhibou       | Stade Cheikha Ould Boïdiya, Nouakchott |
| 2023      | FC Nouadhibou       | 2 - 0              | AS Douanes          | Stade Cheikha Ould Boïdiya, Nouakchott |
| 2024      | ASC Snim            | 2 - 1              | ASC Tevragh-Zeïna   | Stade Cheikha Ould Boïdiya, Nouakchott |

## Títulos por club
| Club                                 | Ciudad     | Campeón | Años campeón                 |
| ------------------------------------ | ---------- | ------- | ---------------------------- |
| ACS Ksar1                            | Nouakchott | 5       | 1979, 1993, 1994, 2014, 2015 |
| ASC Tevragh Zeïna                    | Nouadhibou | 5       | 2010, 2011, 2012, 2016, 2020 |
| FC Nouadhibou                        | Nouadhibou | 5       | 2004, 2008, 2017, 2018, 2023 |
| ASC Garde Nationale                  | Nouakchott | 4       | 1981, 1986, 1989, 2001       |
| ASC Air Mauritanie                   | Nouakchott | 4       | 1988, 1990, 1995, 2000       |
| Espoirs Nouakchott                   | Nouakchott | 4       | 1976, 1977, 1978, 1983       |
| ASC Snim                             | Nouadhibou | 3       | 1992, 2019, 2024             |
| AS Amical Douane                     | Nouakchott | 2       | 1987, 1991                   |
| ASC Entente                          | Sebkha     | 2       | 2003, 2005                   |
| ASC Police                           | Nouakchott | 2       | 1985, 1999                   |
| ASC Sonelec                          | Nouakchott | 2       | 1997, 1998                   |
| ASC Trarza                           | Rosso      | 2       | 1982, 1984                   |
| ASAC Concorde                        | Nouakchott | 2       | 2009, 2021                   |
| Nouakchott King's (ASC Nasr Zem Zem) | Nouadhibou | 2       | 2013, 2022                   |
| ASC Imraguens                        | Nouadhibou | 1       | 1996                         |
| ASC Nasr                             | Sebkha     | 1       | 2006                         |
| ASC Mauritel                         | Nouakchott | 1       | 2007                         |

- 1 - Incluye al ASC Sonader Ksar